# 朝日選書
朝日選書（あさひせんしょ）は朝日新聞社（現：朝日新聞出版）刊行の選書シリーズ。
1974年に創刊以来、文学・歴史・政治・思想・経済・芸術・科学史などの各分野の書き下ろしと、新古典での改訂再刊もある。
これまで刊行されたうち、91の書籍が、朝日オンデマンド・ブックス（オンデマンド版）として復刊されている。